# كاترينا ساجريدو بارباريغو
كاترينا ساجريدو بارباريغو، (بالإنجليزية: Caterina Sagredo Barbarigo)‏، من مواليد 1747، هي إحدى سليلات الطبقة الأرستقراطية في البندقية والتي اشتهرت بسمعتها السيئة.

## حياتها الشخصية

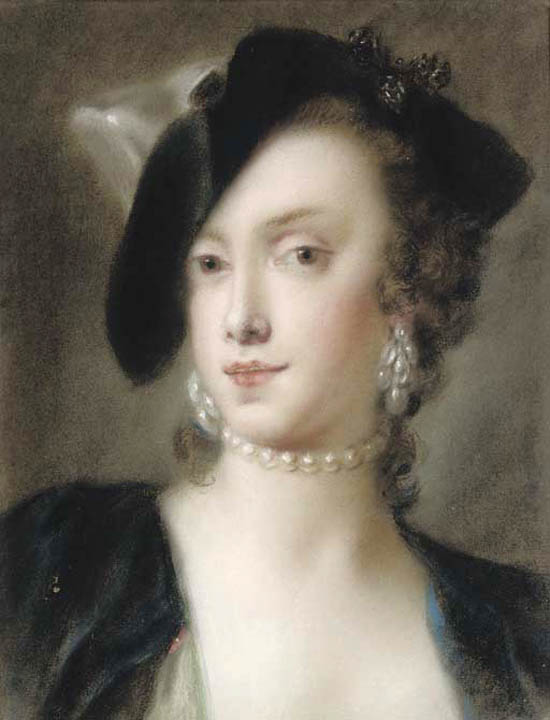
كاترينا ساجريدو في لوحة من اللوحات الشهيرة للرسام الشهير روزالبا كارييرا

كاترينا هي ابنة جيراردو ساجريدو سلسل عائلة ساجريدو الأرستقراطية. تزوجت مرتين: من أنطونيو بيسارو في عام 1732، وغريغوريو بارباريجغو من عائلة بارباريغو الأرستقراطية في عام 1739. وأنجبت ابنة وحيدة هي كونارينا بارباريجو.
كانت كاترينا ساغريدو بارباريغو مشهورة بجمالها وملاحقتها الفكرية، وقد وُصفت بأنها راكبة ماهرة للخيول، وأصبحت معروفة برحلاتها. استضافت صالونًا أدبيًا يُعد من بين أكثر الأماكن البارزة في البندقية المعاصرة، وأيدت تقديم الدواء Domeniceti.
ومن المعروف أيضُا عن كاترينا ساجريدو بارباريغو صراعها مع محاكم التفتيش الفينيسية. قامت كاترينا بتشغيل كازينو مشهور في جويديكا، حيث أصبحت البندقية مشهورة بالكازينوهات في هذه المرحلة. وجد رجال الدين ومحاكم التفتيش هذه الأعمال فاضحة، لأنه في الكازينوهات، يمكن للرجال والنساء من طبقة النبلاء أن يختلطوا بحرية. في القرون السابقة، كان نادراً ما يسمح للنساء من العائلات النبيلة في البندقية بالتجمع مع الرجال، ولكن خلال القرن الثامن عشر، خضعت البندقية لهذا التناقض الحاد، وهو تطور بدأ عندما توقفت كيارا، مادالينا ولورا كونتاريني، بنات دومي دومينيكو الثاني، عن استخدام الزوكولي - zoccoli، وهو نوع معين من الأحذية استخدمته نساء الطبقة العليا في البندقية، مما منعهم من التحرك بحرية. ورأت محكمة التفتيش الاختلاط بين الجنسين في الكازينوهات المنشأة حديثًا كرمز لهذا الانحلال الأخلاقي، كما حظرت النبلاء من تكرارها. تمت إدانة كاترينا وتم إغلاق الكازينو بأمر من محكمة التفتيش في 6 أبريل 1747. أصبحت قضية كاترينا مشهورة، ولم يوقفها هذا؛ حيث قامت بالفعل في 1751مع حانة ساجريدو بيساني، وهي نبيلة أخرى، بافتتاح كازينو جديد. جعل هذا محاكم التفتيش ترضخ في نهاية الأمر بالسماح للنبيلات بافتتاح الكازينوهات بشرط أن يغطين وجوههن.
ظهرت كاترينا ساجريدو في العديد من اللوحات الشهيرة للرسام الشهير روزالبا كارييرا.